# Mack Sennett

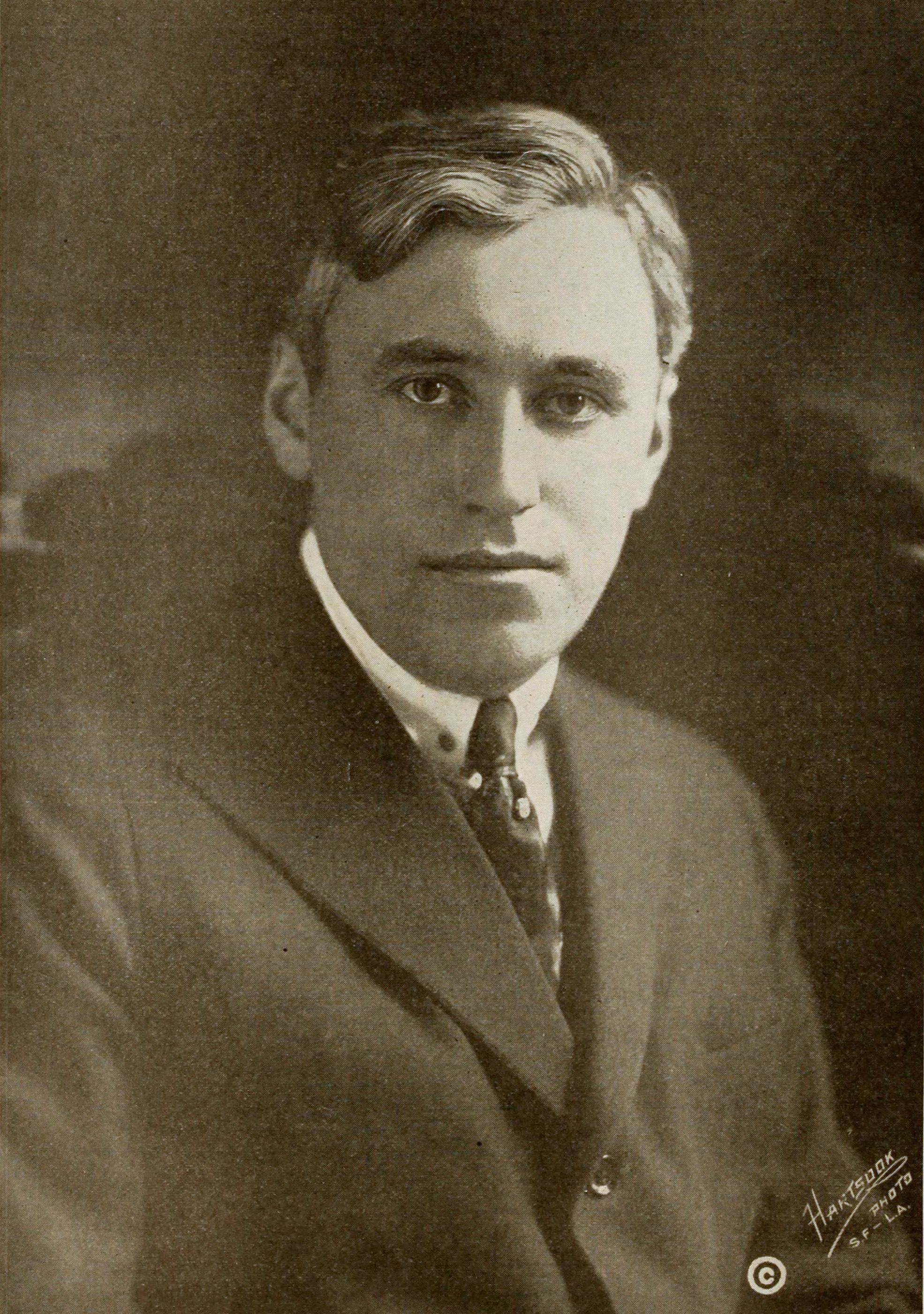
Mack Sennett (1916)

Mack Sennett, eigentlich Michael Sinnott, (* 17. Januar 1880 in Richmond, Québec; † 5. November 1960 in Woodland Hills, Kalifornien) war ein US-amerikanischer Filmproduzent, Filmregisseur und Schauspieler. Insgesamt produzierte er in der Stummfilm- und frühen Tonfilmzeit über 1100 Filme, von denen die meisten verloren sind. Er gilt in der Filmgeschichte als Vater der Slapstick-Komödie in Hollywood. Für seine bedeutenden Verdienste um die frühe Filmkomödie wurde er 1938 mit einem Ehrenoscar ausgezeichnet.

## Leben
Mack Sennett wuchs in Kanada als Sohn irischer Einwanderer auf. Sein Vater war Schmied, er hatte zwei Brüder und eine Schwester. 1897 emigrierte die Familie in die USA, wo sie anfangs in Connecticut, dann in Massachusetts ansässig war. Sennett junior verdiente sein Geld zunächst als Stahlarbeiter, träumte aber von einer Karriere als Opernsänger. Im Jahr 1902 lernte er die Schauspielerin Marie Dressler kennen, die ihn in seinem Wunsch nach einer künstlerischen Betätigung bestärkte. Sie vermittelte den jungen Mann an den Theaterproduzenten David Belasco in New York, woraufhin er im Vaudeville Fuß fassen konnte.

### Biograph
Ab 1908 arbeitete Sennett für die New Yorker Biograph Company, wo er unter David Wark Griffith das Filmhandwerk von der Pike auf erlernte: Er betätigte sich als Ausstatter, Schauspieler, Komiker und schließlich als Regisseur. Bald spezialisierte er sich ganz auf Komödien und arbeitete dabei unter anderem mit Mabel Normand zusammen, die sich nicht nur als fähige Komödiantin erwies, sondern auch zu seiner Geliebten wurde (die Beziehung zerbrach 1915 und Sennett blieb zeit seines Lebens Junggeselle). Der bekannteste Kurzfilm mit Sennett selbst als Hauptdarsteller ist heute die Biograph-Komödie The Curtain Pole, die 1909 unter der Regie von Griffith persönlich entstand.

### Keystone
Im Jahr 1912 gründete Sennett mit den ehemaligen Buchmachern Adam Kessel und Charles Bauman seine eigene Firma, die Keystone Studios, deren erste Stars seine Biograph-„Mitbringsel“ Normand, Fred Mace und Ford Sterling sowie er selbst wurden. Die ersten beiden Kurzfilme der Keystone, The Water Nymph und Cohen Collects a Debt hatten am 23. September 1912 Premiere, ersterer ist heute noch erhalten. Zu Sennetts Markenzeichen wurden Slapstickfilme mit aufregenden und – auch für die Darsteller – halsbrecherischen Stunts, die häufig bei wilden Verfolgungsjagden zum Einsatz kamen.
Zu den weiteren Stars und Nebendarstellern, die in den nächsten fünf Jahren von Sennett an Bord geholt wurden und mal länger, mal kürzer die Keystone mitprägten, gehörten Fatty Arbuckle, Al St. John, Edgar Kennedy, Hank Mann, Minta Durfee, Marie Prevost, Chester Conklin, Mack Swain, Charley Chase (damals noch Charles Parrott), Charlie Murray, Slim Summerville, Alice Howell, Syd Chaplin, Louise Fazenda, Harry Gribbon, Polly Moran, Mae Busch, Harold Lloyd (der das Studio recht schnell wieder verließ, da Sennett sein Starpotential nicht erkennen wollte), Tom Kennedy, Raymond Griffith, Gloria Swanson, Bobby Vernon, Wallace Beery, Billy Armstrong und Ben Turpin. Sie alle wurden übertroffen von Charlie Chaplin, der 1914 bei Sennett seine Tramp-Figur kreierte und damit den Einstieg in Hollywood schaffte. Nachdem Chaplin mit seinen Keystone-Filmen schnell zum Star geworden war, verließ er das Studio allerdings nach weniger als einem Jahr.
Große Berühmtheit erlangten auch die Keystone Kops, eine Gruppe trotteliger Polizisten, die in wechselnder Besetzung in unzähligen Filmen des Studios auftrat und oft Bestandteil der obligatorischen Verfolgungsjagden war. Ein einmaliges Gastspiel lieferte Sennetts ehemalige Gönnerin Marie Dressler, als dieser sie zur Titelheldin seines bis dahin ehrgeizigsten Projekts machte: Tillies gestörte Romanze mit Chaplin und Normand in weiteren Hauptrollen war 1914 die erste abendfüllende Filmkomödie der USA.
Regisseure aus der Anfangszeit des Studios waren neben Sennett u. a. Henry Lehrman, George Nichols und Wilfred Lucas, die alle bis 1914 für Keystone aktiv waren (Lehrman gründete bald darauf seine eigene Filmfirma L-KO). Im selben Jahr wurde auch den wichtigsten Komikerstars der Keystone die Regie für ihre Filme anvertraut, angefangen mit Mabel Normand und Ford Sterling, was der Qualität keinen Abbruch tat. Letztlich entwickelten sich gerade Arbuckle und Chaplin, die beide ab April 1914 als Regisseure tätig wurden, zu den größten Meistern des Studios auch hinter der Kamera.
Im Jahr 1915 wurden die Keystone Studios Teil von Triangle Films, die von Sennett, D. W. Griffith und Thomas Ince zwecks Kräftebündelung gegründet wurden. Zu dieser Zeit entstand mit Oh, Mabel Behave! ein weiterer Langfilm mit Keystone-Stars, der allerdings erst 1922 und als Triangle-Film in die Kinos kam.

### Mack Sennett Comedies

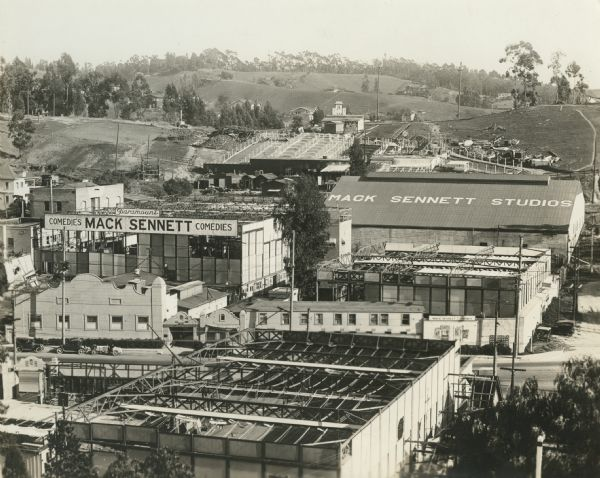
Mack Sennett Studios im Jahr 1917

1917 verließ Sennett die Keystone, um die Mack Sennett Comedies Corporation zu gründen. Als letzte Keystone-Komödie gilt The Sultan's Wife, als erste Mack Sennett Comedy A Bedroom Blunder. Die wichtigsten von Keystone übernommenen Stars waren hier Ben Turpin (der erst jetzt groß heraus kam), Louise Fazenda, Ford Sterling, Charlie Murray, Harry Gribbon und Billy Armstrong, zu denen sich Neuzugänge wie Heinie Conklin, James Finlayson, Billy Bevan, Andy Clyde, Kewpie Morgan, Sid Smith, Vernon Dent, Bud Jamison, Louise Carver, Sunshine Hart, Daphne Pollard und Franklin Pangborn gesellten. Ein besonderer Coup gelang Sennett 1924 mit dem Erwerb von Harry Langdon, dessen Filmkarriere er startete, den er jedoch – wie eine Dekade zuvor Chaplin – nicht lange halten konnte. Wichtige Regisseure des Studios waren Edward F. Cline, F. Richard Jones (beide bereits zu Keystone-Zeiten für Sennett aktiv), Del Lord, Harry Edwards und Roy Del Ruth, zu den Autoren zählten Frank Capra und Arthur Ripley, die vor allem für die Langdon-Filme schrieben.
Bekanntheit erlangten auch Sennetts provokant leichtbekleidete Bathing Beauties (Badeschönheiten), die bereits ab 1915, noch bei der Keystone, zunächst als Werbegag für Pressefotos und dann auch sporadisch in den Filmen zum Einsatz gekommen waren. In den Mack Sennett Comedies wurde ihnen nun breiterer Raum gewährt, und etliche der Akteurinnen wurden im Laufe der Jahre zu Stars des Studios. Tatsächlich konnten einige ehemalige Bathing Beauties nicht nur durch ihre Schönheit, sondern auch als echte Komödientalente überzeugen, z. B. Marie Prevost, Phyllis Haver, Kathryn McGuire, Madeline Hurlock, Thelma Hill, Marjorie Beebe und die bekannteste von allen, Carole Lombard. Sie unternahm bei Sennett ab 1927 ihre ersten Schritte als Komödiantin und bezeichnete diese Phase später als Wendepunkt ihrer Karriere.
Neben zahllosen Kurzfilmen produzierte die Mack Sennett Comedies Corporation auch insgesamt 15 Langfilmkomödien mit Laufzeiten von etwa 45 bis 90 Minuten, deren Hauptdarsteller u. a. dreimal Mabel Normand, dreimal Ben Turpin und einmal Harry Langdon waren. Am bekanntesten davon ist heute die Normand-Komödie The Extra Girl (1923), jedoch hatte Sennett seinen mit Abstand größten Hit schon 1918 gelandet: Der abendfüllende Normand-Film Mickey, dessen Dreharbeiten bereits zu Keystone-Zeiten begonnen hatten, bevor er zur einzigen Produktion von Sennetts kurzlebiger Mabel Normand Feature Film Company wurde, war immerhin bis 1937 der größte Kassenerfolg der Filmgeschichte.
Den Sprung zum Tonfilm vollzog Sennett schon vor seinem Rivalen Hal Roach, angefangen mit dem Short The Lion's Roar im Dezember 1928. In den frühen 1930er-Jahren verhalf er Bing Crosby mit mehreren Kurzfilmen zu dessen ersten Hauptrollen in Filmkomödien. Seine letzte Großtat als Produzent waren vier gefeierte Zweiakter, mit denen W. C. Fields in den Jahren 1932/33 seine Filmfigur perfektionierte. Trotz solcher Einzelerfolge hatte ab den späten 1920er-Jahren der Niedergang des Studios eingesetzt, bedingt durch finanzielle Fehlentscheidungen und das Unvermögen, sich einem gewandelten Publikumsgeschmack anzupassen. Im November 1933 musste Sennett Konkurs anmelden.

### Rückzug

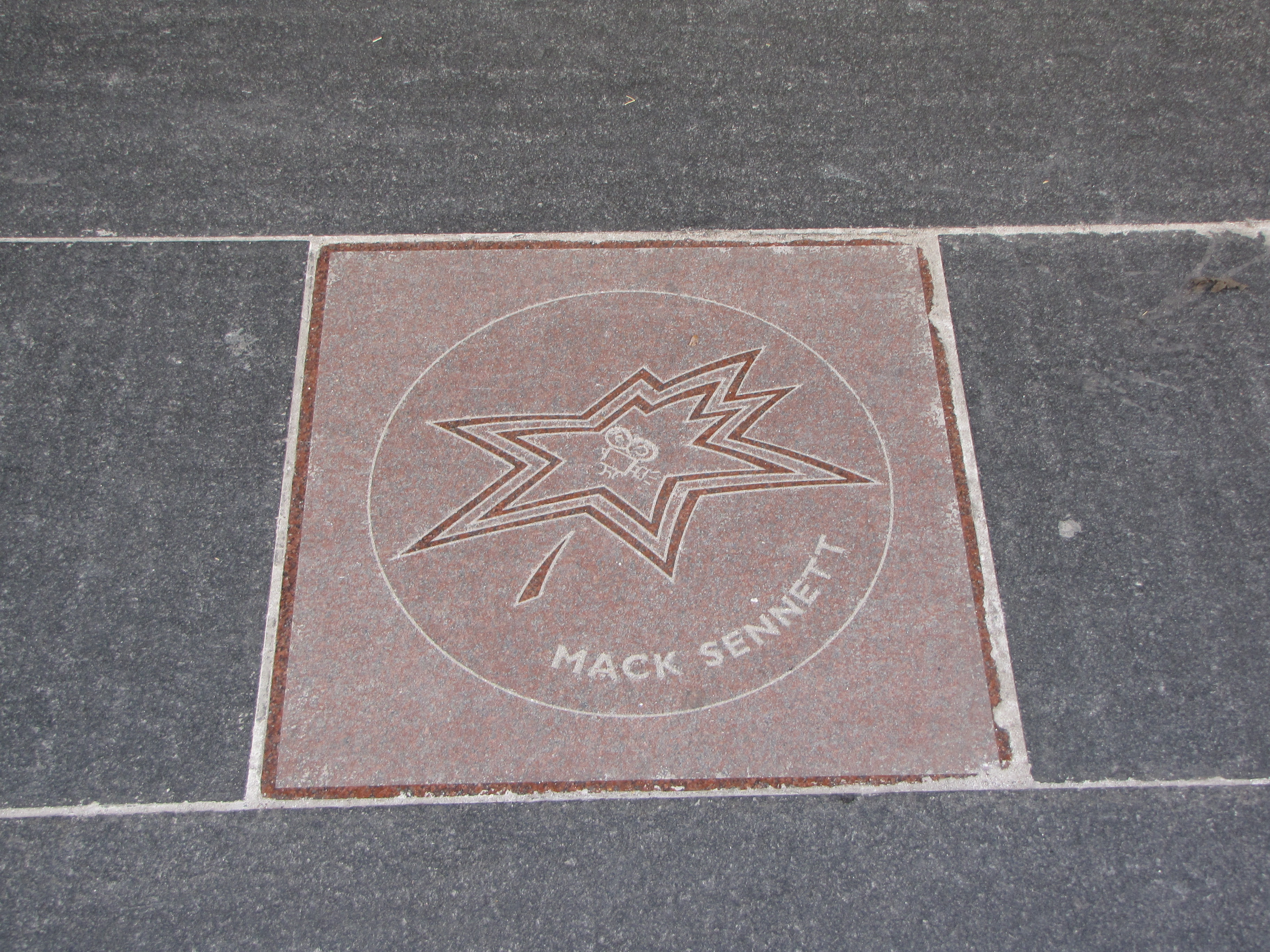
Mack Sennetts Stern auf dem Canada’s Walk of Fame

Im Anschluss zog sich der Komödienproduzent weitgehend aus dem Filmgeschäft zurück, ohne allerdings in Vergessenheit zu geraten. Unter anderem wurde Mack Sennett 1938 mit einem Ehrenoscar ausgezeichnet und absolvierte zudem einen Cameo-Auftritt als er selbst in der Komödie Abbott and Costello Meet the Keystone Kops (1955). Bis zu seinem Tod war er weithin unter dem Namen „King of Comedy“ bekannt. Auch heute gilt er in der Filmgeschichte noch als Vater der Slapstick-Komödie. Im Alter von 80 Jahren starb Mack Sennett am 5. November 1960 in Woodlands Hills, Kalifornien.
Für seine Filmarbeit wurde er mit Sternen auf dem Hollywood Walk of Fame sowie auf dem Canada’s Walk of Fame geehrt. In Richard Attenboroughs Film Chaplin (1992) wurde Mack Sennett von Dan Aykroyd verkörpert.

## Filmografie (Auswahl)

### Kurzfilme

#### Biograph
- 1908: Old Isaacs, the Pawnbroker (als Darsteller, Regie: McCutcheon sr.)
- 1908: The Black Viper (als Darsteller, Regie: Griffith und McCutcheon jr.)
- 1908: An Awful Moment (als Darsteller, Regie: Griffith)
- 1909: The Curtain Pole (als Darsteller, Regie: Griffith)
- 1909: The Gibson Goddess (als Darsteller, Regie: Griffith)
- 1909: The Prussian Spy (als Darsteller, Regie: Griffith)
- 1909: A Fool’s Revenge (als Darsteller, Regie: Griffith)
- 1909: The Roue’s Heart (als Darsteller, Regie: Griffith)
- 1909: Lines of White on a Sullen Sea (als Darsteller, Regie: Griffith)
- 1909: Those Awful Hats (als Darsteller, Regie: Griffith)
- 1909: And a Little Child Shall Lead Them (als Darsteller, Regie: Griffith)
- 1908: The Deception (als Darsteller, Regie: Griffith)
- 1909: Leather Stocking (als Darsteller, Regie: Griffith)
- 1909: Lucky Jim (als Darsteller, Regie: Griffith und Marion Leonard)
- 1909: A Burglar’s Mistake (als Darsteller, Regie: Griffith)
- 1909: The Lonely Villa (als Darsteller und Drehbuchautor, Regie: Griffith)
- 1909: A New Trick (als Darsteller, Regie: Griffith)
- 1909: A Trap for Santa Claus (als Darsteller, Regie: Griffith)
- 1909: A Corner in Wheat (als Darsteller, Regie: Griffith)
- 1910: In the Border States (als Darsteller, Regie: Griffith)
- 1912: Oh, Those Eyes
- 1912: A Dash Through the Clouds
- 1912: Tragedy of the Dress Suit

#### Keystone
- 1912: The Water Nymph
- 1912: A Grocery Clerk’s Romance
- 1913: On His Wedding Day
- 1913: Bangville Police
- 1913: Barney Oldfield’s Race for a Life
- 1913: Cohen Saves the Flag
- 1914: Mabel’s Strange Predicament
- 1914: Caught in a Cabaret
- 1914: The Rounders
- 1914: Mabel’s Blunder
- 1914: Dough and Dynamite
- 1914: His Trysting Place
- 1915: Fatty and Mabel’s Simple Life
- 1915: Love, Speed and Thrills
- 1915: Ambrose’s Fury
- 1915: Fatty’s Tintype Tangle
- 1915: Love, Loot and Crash
- 1915: A Submarine Pirate
- 1916: Fatty and Mabel Adrift
- 1916: A Movie Star
- 1916: He Did and He Didn’t
- 1916: Wife and Auto Trouble
- 1916: The Waiters’ Ball
- 1916: Madcap Ambrose
- 1916: Bombs!
- 1917: Her Fame and Shame
- 1917: Teddy at the Throttle
- 1917: Her Torpedoed Love
- 1917: A Clever Dummy

#### Mack Sennett Comedies
- 1921: Be Reasonable
- 1921: Bright Eyes
- 1923: The Dare-Devil
- 1924: Lizzies of the Field
- 1924: All Night Long
- 1925: His Marriage Wow
- 1925: Super-Hooper-Dyne Lizzies
- 1926: Whispering Whiskers
- 1926: Saturday Afternoon
- 1926: Wandering Willies
- 1926: Soldier Man
- 1926: A Prodigal Bridegroom
- 1927: Fiddlesticks
- 1928: The Best Man

Kurze Tonfilme:
- 1929: The Bees’ Buzz
- 1932: The Dentist
- 1933: The Fatal Glass of Beer
- 1933: The Pharmacist
- 1933: The Barber Shop

### Langfilme (komplett)
Produktionsfirma Mack Sennett Comedies Corporation, wenn nicht anders angegeben.
- 1914: Tillies gestörte Romanze (Keystone)
- 1918: Mickey (Mabel Normand Feature Film Company)
- 1919: Yankee Doodle in Berlin
- 1920: Down on the Farm
- 1920: Married Life
- 1920: Love, Honor and Behave!
- 1921: A Small Town Idol
- 1921: Home Talent
- 1921: Molly O’
- 1922: Oh, Mabel Behave! (Triangle, produziert 1915)
- 1922: The Crossroads of New York
- 1923: Suzanna
- 1923: The Shriek of Araby
- 1923: The Extra Girl
- 1927: His First Flame (produziert 1925)
- 1928: The Good-Bye Kiss

Lange Tonfilme:
- 1930: Midnight Daddies
- 1932: Hypnotized